# Ron Zacapa Centenario
Ron Zacapa Centario je rum vyráběný z panenského sirupu (nikoliv z melasy), který zraje v sudech z bílého dubu v horách v Guatemale způsobem blendování sistema solera v nadmořské výšce 2333 m n. m.

## Historie
Historie rumů Zacapa Centario sahá až do roku 1976, kdy byla destilerie založena ve městě Zacapa, nacházející se na východě Guatemaly 229 m n. m.

## Výroba
Výroba rumů začíná na plantážích cukrové třtiny. Plantáže rumů Zacapa Centario se nacházejí na jihozápadě Guatemaly v nadmořské výšce 350 m. Destilerie se chlubí, že jejich plantáže jsou pro produkci cukrové třtiny na nejlepším místě na světě, díky kombinaci mikroklima, půdy a teploty.[zdroj⁠?!] Na rozdíl od ostatních výrobců rumů, kteří pro destilaci používají melasu, což je zbytkový produkt při výrobě cukru, destilerie Zacapa používá tzv. Panenský sirup (v orig. Virgin sugar cane honey), tedy primární výrobek při zpracování cukrové třtiny. Když přijde čas na kvašení, destilerie používá vlastní kmen kvasinek získaných z ananasu: Saccharomyces cerevisiae. Tyto kvasinky produkují specifické aroma typické pro rumy Zacapa Centario. Kvašení probíhá pomalu, jelikož kvasinky potřebují čas pro práci ke kýženému výsledku.
O 2000 m n. m. výše, přesněji ve 2333 m n. m., se nachází „The House Above the Clouds“, v překladu dům nad mraky. Je to jedno z nejvýše položených míst využívaných ke zrání destilátů. Zde pomalým zráním získávají rumy Zacapa Centario svoje jedinečné vlastnosti. V horách nižší průměrná teplota 16,66 °C zpomaluje zrání a řidší vzduch a nižší atmosférický tlak napomáhá zintenzivnit infuzi chutí z dubových sudů. Jakmile jsou sudy na místě v „The House Above the Clouds“, začíná složitý jemně vyvážený proces zrání. Destilerie používá jedinečný způsob zvaný „Sistema Solera“, převzatý ze zrání Sherry. U destilerie Zacapa je sistema solera používána pro míchání (neboli Blendování) rumů různého stáří v sudech, kde dříve zrály robustní americké whiskey, jemné sherry a delikátní vína Pedro Ximenez. Každá kapka rumu zde prochází každým typem sudu, takže se každý z nich podělí o své aroma a chuť z čehož vzniká rum výjimečné kvality.
Na celý tento proces dohlíží Master Blender Lorena Vásquezová.

## Produkty
- Zacapa 15yo – Prémiový rum zrající po dobu 5 až 15 let. 40 % alkoholu
- Zacapa 23yo – Prémiový rum zrající po dobu 6 až 23 let. 40 % alkoholu
- Zacapa 23yo Etiqueta Negra – Prémiový rum zrající po dobu 6 až 23 let. 43 % alkoholu - Limitovaná edice
- Zacapa 23yo Straight from the Cask – Prémiový rum zrající po dobu 6 až 23 let. 45 % alkoholu
- Zacapa Aniversario 30 – Exklusivní rum zrající po dobu 6 až 23 let. 40 % alkoholu – vydán ku příležitosti 30. výročí destilerie Ron Zacapa Centario – Limitovaná edice
- Zacapa XO – Exklusivní rum zrající po dobu 6 až 23 let. 40 % alkoholu

## Ocenění
- 1998	Caribbean Week Rum Taste Festival – Barbados – 1st place – Premium category – Ron Zacapa Centenario
- 1999	Caribbean Week Rum Taste Festival – Barbados – 1st place – Premium category – Ron Zacapa Centenario
- 2000	Caribbean Week Rum Taste Festival – Barbados – Gold Award – Premium category – Ron Zacapa Centenario
- 2000	Caribbean Week Rum Taste Festival – Barbados – Gold Award – Premium category – Ron Zacapa Centenario X.O.
- 2001	International Spirits Challenge – London, UK – Gold Award – Super premium category – Ron Zacapa Centenario X.O.
- 2001	Rum Fest - Gold Award – Super premium category – Ron Zacapa Centenario
- 2001	Rum Fest - Gold Award – Super premium category – Ron Zacapa Centenario X.O.
- 2001	Caribbean Week Rum Taste Festival – Barbados – Super Premium Category – Ron Zacapa Centenario
- 2001	Caribbean Week Rum Taste Festival – Barbados – Super Premium Category – Ron Zacapa Centenario XO
- 2002	Caribbean Week Rum Taste Festival – Barbados – Super Premium Category – Ron Zacapa Centenario
- 2002	Caribbean Week Rum Taste Festival – Barbados – Super Premium Category – Ron Zacapa Centenario XO
- 2003	Caribbean Week Rum Taste Festival – Barbados – Super Premium Category – Ron Zacapa Centenario XO
- 2003	San Francisco World Spirits Competition – San Francisco, USA – Bronze – Ron Zacapa Centenario 23 Years Old
- 2006	International Sugar Cane Spirits Festival and Tasting Competition – Tampa, FL, USA – Gold – Premium Rum – Ron Zacapa Centenario 15 Year Old
- 2006	International Sugar Cane Spirits Festival and Tasting Competition – Tampa, FL, USA – Gold – Premium Rum – Ron Zacapa Centenario 23 Year Old
- 2008	San Francisco World Spirits Competition – San Francisco, USA – Silver Medal – Zacapa 15 Year Old Rum Centenario
- 2008	San Francisco World Spirits Competition – San Francisco, USA – Silver Medal – Zacapa 25 Year Old Rum Centenario